# Malik
Malik (arab. ‏ملك‎ malik „król, suweren”) – w Indiach: tytuł pochodzenia arabskiego, przyznawany osobistościom państwa muzułmańskiego, a także ludziom zasłużonym dla nauki. Forma żeńska brzmi malika (arab. ‏ملكة‎). Z czasem tytuł ten stał się patronimikum.